# Wielki Grochowiec
Grochowiec, Wielki Grochowiec (486 m) – skaliste wzgórze na Wyżynie Częstochowskiej, w obrębie wsi Ryczów w województwie śląskim, w powiecie zawierciańskim, w gminie Ogrodzieniec. Mapa Geoportalu bazująca na państwowym rejestrze nazw geograficznych podaje nazwę Grochowiec, na internetowym portalu jest to Wielki Grochowiec.
Wzgórze wznosi się po północnej stronie drogi łączącej miejscowości Ryczów i Żelazko. Jego podnóżami prowadzi gruntowa droga. Wzgórze jest bezleśne, skalisto-trawiaste, o stromych stokach i płaskiej, rozległej platformie szczytowej. Od zachodniej i północnej strony podcięte jest pionowymi ścianami. Na zboczach i szczycie sterczą pojedyncze skały. Na szczycie stoi metalowy krzyż i słup z tabliczką na betonowym cokole. Wzgórze jest dobrym punktem widokowym. Rozciąga się z niego panorama obejmująca cały horyzont. Przy dobrej widoczności można dostrzec Tatry.
Od głównego szczytu Słoń odchodzi w kierunku północnym skalna grzęda, na której wspinacze skalni wyróżnili dwie skały: Nosorożec i Tapir. Na wszystkich trzech skałach przeszli 35 dróg wspinaczkowych o trudności od II+ do VI.5 w skali trudności Kurtyki.

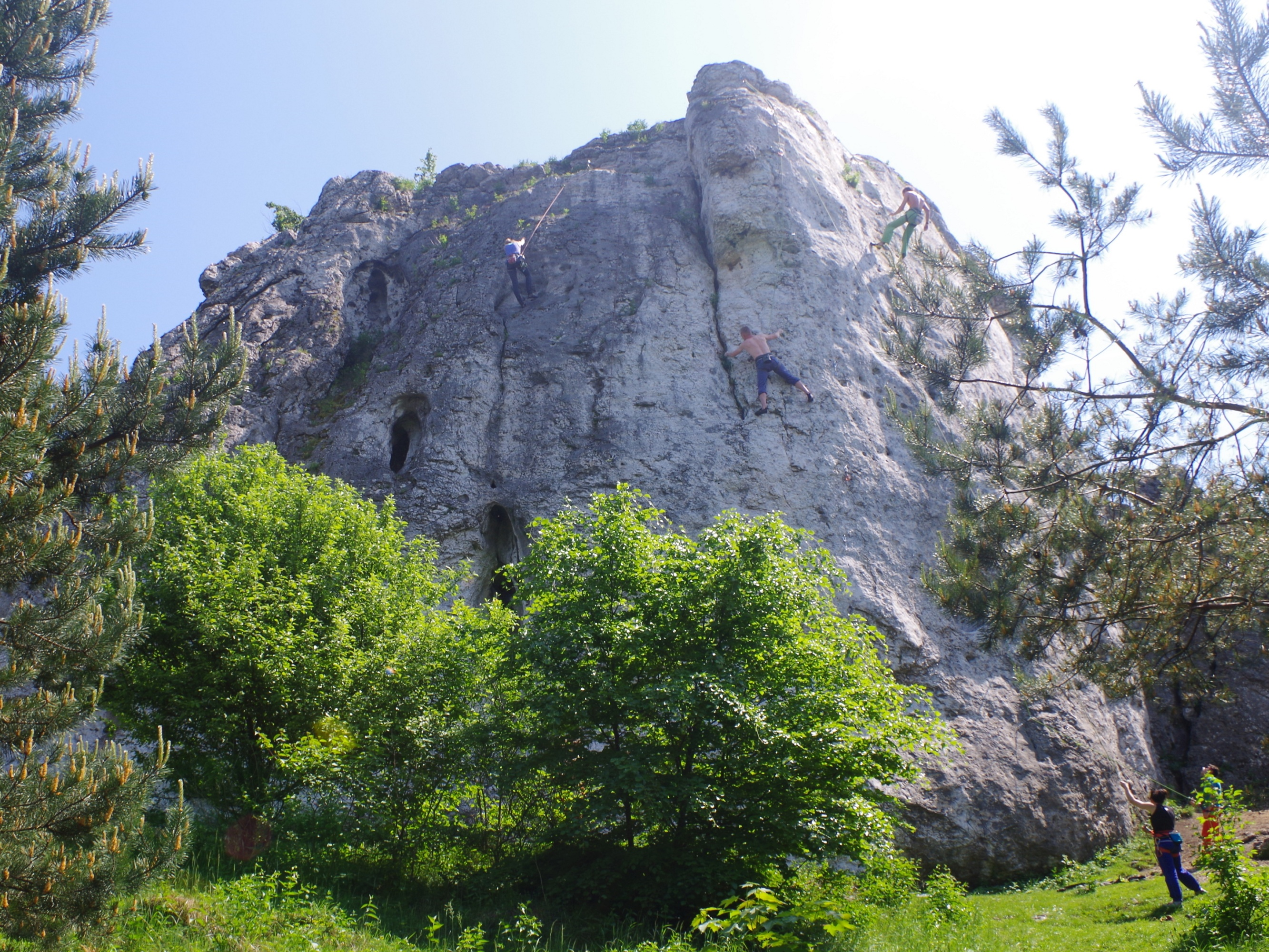
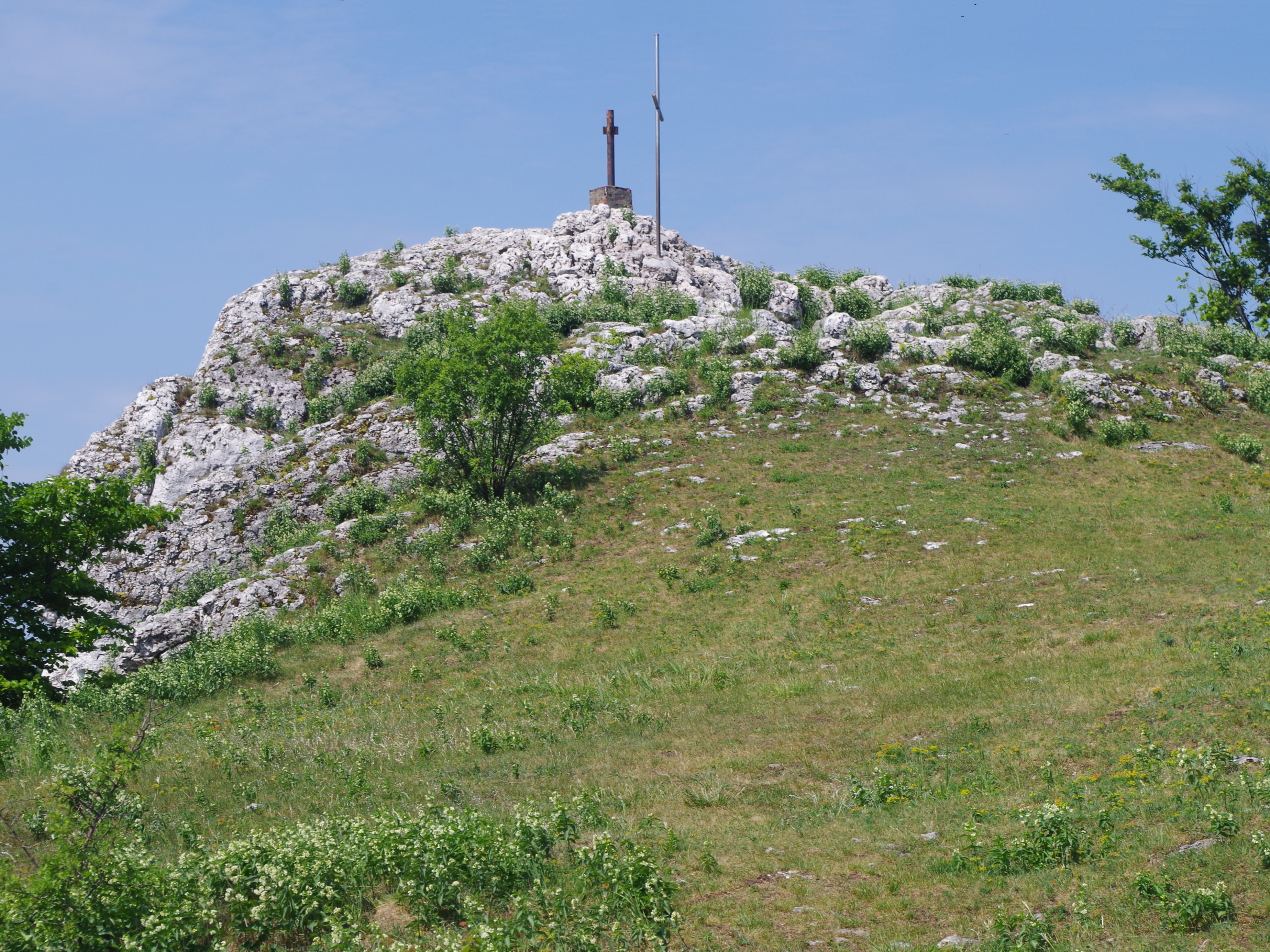
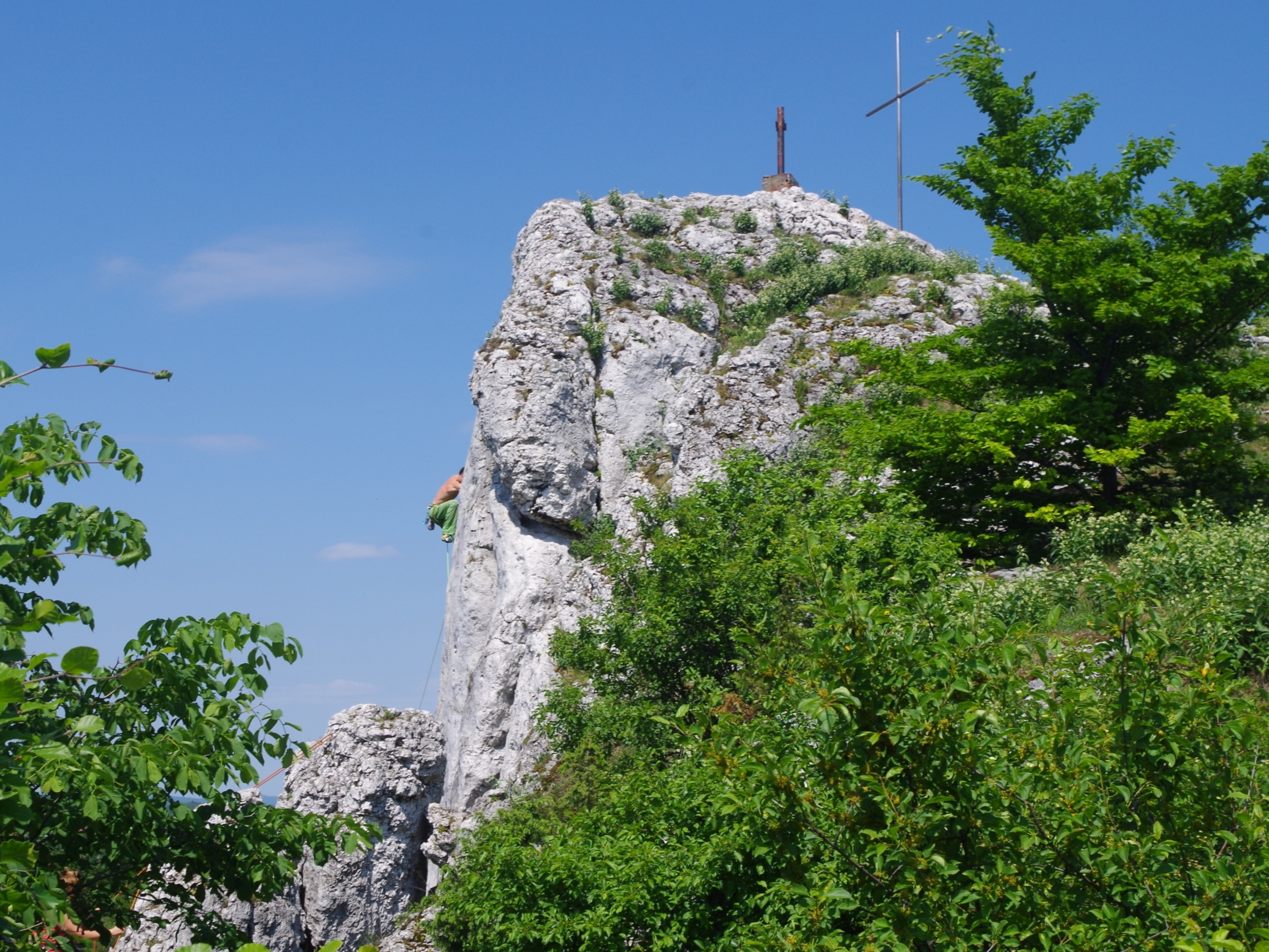